# 岩瀬立飛
岩瀬 立飛（いわせ たっぴ）は、愛知県豊橋市出身のスタジオミュージシャン、ジャズドラマー、作曲家、編曲家。
現在の主な使用ドラムセットはNoble & Cooley、シンバルはZildjanを使用。
ドラマーでの仕事が中心だがコーラスや管弦楽曲を作編曲したり、ピアノも弾く。
かつてはゲームソフトメーカーのコナミに所属しており。ゲーム音楽作曲家時代の愛称は「たっぴー」コナミのゲームミュージックバンド「矩形波倶楽部」でもドラムを担当した。
ゲーム音楽作曲家時代に手がけた楽曲の中でもゲーム『メタルギアソリッド』1～3で使用された「メタルギアソリッドメインテーマ」はファンからの人気が高い。

## 来歴
4歳よりピアノのレッスン。
14歳よりドラム・パーカション。
日野元彦、坂田稔に師事。
1988年渡米、
ピーターアースキンに師事。
Groove School of Music（ロサンゼルス）作曲編曲科卒業、 パーカッション科卒業。
渡米中もコンサート、レコーディングの仕事もこなす。
フランクガンバレ、ラッセルフェランテとの共演経験。
コナミの専属アーティストとしての期間は楽曲の提供が主で
アイドル、声優、アニソン、ＣＭジングルなどのアレンジを担当。
教則ビデオ/ＤＶＤフィル・インの常套句/ジャズ・ドラミング編がある。
山口県秋吉台国際芸術村で夏季セミナー講師（打楽器、音楽論）を５年勤める。
哲学者土屋賢二とも交流が深い。
キリンビールのコマーシャル舘ひろしのドラム指導を担当。
藤本隆文（打楽器奏者・東京藝術大学准教授）と活動。
ASKA「昭和が見ていたクリスマス」（スタジオニューハードスペシャル指揮・藤野浩一）ドラムで参加
水樹奈々オーケストラ（ニューシティフィル、指揮・藤野浩一）の一員としてドラムセット、打楽器を担当。
池頼広（作曲家）の作品（「相棒」「タイガーアンドバニー」「探偵はBARにいる」など）にはドラム・パーカッションで多く参加している。
「ブルーノート東京ジャズオーケストラ」のメンバーで、マーカスミラー、イヴァンリンス、リチャードボナ、イリアーヌイリアス、アルトゥーロサンドバルらと共演。
メイシオパーカー率いるレイチャールス・トリビュートバンドの東京公演のドラマー。
The Cococnut Cups [ザ ココナッツ カップス]（6人女性コーラスグループ）を叶央介とともにプロデュース、CDやライブに数多くのコーラスアレンジを提供している。
国府弘子（ピアニスト）とは八尋洋一とともにスペシャルトリオとして20年来の付き合いで、一線を画すピアノトリオサウンドを生み出している。
山野ビッグバンド・ジャズ・コンテストの審査員である。

## 師事
- 日野元彦
- 坂田稔
- 浜田均
- ピーター・アースキン（ドラム）
- ディック・グローブ（管弦楽法）
- ロブ・マッコーネル（Big Band Writing）
- デビッド・エンジェル（Film Composing）
- デビッド・ガリバルディ（ドラム）
- ピーター・ドナルド（ドラム）
- ルイス・コンテ（ラテンパーカッション）
- ダン・グレコ（クラシックパーカッション）

## 主な活動

### 参加バンド/アーティスト
- 国府弘子 スペシャル・トリオ
- エリック・ミヤシロ EMバンド
- 松岡直也
- PianoTrio宴　岩瀬立飛(Dr)　箭島裕治(B)　林正樹(P)による自己のピアノトリオ
- 木住野佳子
- 布川俊樹
- 柏木広樹
- つづらのあつし
- 鬼武みゆき
- 佐山雅弘
- 深井克則 BANDA CALIENTE
- 遠藤律子 FRV!
- J&O
- ココナッツカップス（６声女性コーラス）アレンジも担当
- 岩男潤子
- 角田健一Big Band
- 宮間利之とニューハード
- 前田憲男
- West Rock Woods
- 水樹奈々「Live Grace」DVD
- Akiko Grace
- 池頼広 - 「相棒」シリーズや火曜サスペンス劇場など

### その他
- 教則ビデオ/DVDフィル・インの常套句/ジャズ・ドラミング編 - 2000年 リットーミュージック

Player - 岩瀬立飛(Dr) 納浩一(B) 布川俊樹(Gt) 古川初穂(p)
- Rhythm & Drums magazine Festival2009 出演。
- CMキリン本格＜辛口麦＞の舘ひろしのドラム指導を担当。
- YAMAHA MUSIC TRADINGのアドバイザー。

山口県秋吉台国際芸術村で夏季セミナー講師（打楽器、音楽論）を5年務める。
- NHK教育テレビ「おかあさんといっしょ」（ドラム）
- ベネッセ「こどもチャレンジ・プチ」（ドラム・コーラス・出演）
- 洗足学園音楽大学・大学院　講師

## コナミ時代の主な作品
- 魍魎戦記MADARA2 - 1993年
- ポリスノーツ - 1994年
- 幻想水滸伝 - 1995年
- メタルギアソリッド - 1998年